# Pseudocrangonyx camtschaticus
Pseudocrangonyx camtschaticus is een vlokreeftensoort uit de familie van de Pseudocrangonyctidae. De wetenschappelijke naam van de soort is voor het eerst geldig gepubliceerd in 1955 door Birstein.